# Ptiolina nervosa
Ptiolina nervosa är en tvåvingeart som beskrevs av Akira Nagatomi 1986. Ptiolina nervosa ingår i släktet Ptiolina och familjen snäppflugor. Inga underarter finns listade i Catalogue of Life.